# Lipnik (powiat opatowski)
Lipnik – wieś sołecka w Polsce położona w województwie świętokrzyskim, w powiecie opatowskim, w gminie Lipnik. Jest siedzibą gminy Lipnik.
W latach 1954–1972 wieś należała i była siedzibą władz gromady Lipnik. W latach 1975–1998 miejscowość należała administracyjnie do województwa tarnobrzeskiego.
| SIMC    | Nazwa      | Rodzaj             |
| ------- | ---------- | ------------------ |
| 0797323 | Furgonówka | część miejscowości |
| 0797330 | Krzyże     | część miejscowości |
| 0797346 | Lipniczek  | część miejscowości |

## Historia
W XIX wieku Lipnik opisano jako wieś w powiecie sandomierskim, gminie Lipnik, parafii Goźlice, odległa 18 wiorst od Sandomierza, położona przy drodze bitej. Posiadała urząd gminny. 
W 1827 r. było 17 domów, mieszkało 62 mieszkańców. W 1883 było 23 domów, mieszkało 171 mieszkańców, posiadano 561 mórg ziemi dworskiej i 95 włościańskiej. 
Wieś tę opisuje Długosz (Długosz L.B. t. II s. 333), jako mającą jeden folwark, sześć łanów kmiecych, karczmę i dwóch ogrodników. 
Gmina Lipnik należała do sądu gminnego okręgu II w Klimontowie, stacja pocztowa w Opatowie. Gmina miała  13488 mórg obszaru (w tym 4205 mórg włościan) i 3607 mieszkańców (1771 mężczyzn i 1836 kobiet). 
W skład gminy w XIX wieku wchodziły: Adamów, Gaj, Grocholice, Gołębiów, Gozdów, Kurów, Kaczyce, Leszczków, Lipniczek, Lipnik, Łownica Duża, Łownica Mała, Malice Kościelne, Małżyn, Męczennice, Międzygórz, Osiny, Pęsławice, Podgaje, Rogal, Słaboszowice, Słoptów, Studzianka, Swojków, Ściernalice, Tudorów, Ublinek Duchowny, Ublinek Szlachecki, Usarzów, Wiesiołówka, Włostów i Żurawniki.

## Transport
- E371  Droga krajowa nr 9 (E371): Jedlanka – Radom – Rudna Mała
- Droga krajowa nr 77: Lipnik – Sandomierz – Nisko – Jarosław – Przemyśl

## Grodzisko Lipnik
W 2015 roku w pobliżu wsi odkryto grodzisko, na terenie którego podczas prac archeologicznych odkryto ślady działalności ludzkiej z okresu między 2 połową X a końcem XI wieku. 